# KTVU
KTVU é uma emissora de TV localizada na cidade de Oakland, Califórnia. A emissora é de propriedade da Fox Television Stations, que também opera a emissora e opera nos canais 2 (virtual) e 44 (digital). Os estúdios estão localizados na Jack London Square em Oakland e a torre de transmissão está localizada na Sutro Tower em San Francisco As duas estruturas também são utilizadas pela KICU, emissora independente. 